# Marianowo (Nowe Miasto Lubawskie)
Marianowo – część miasta Nowe Miasto Lubawskie w Polsce, położonа w województwie warmińsko-mazurskim, w powiecie nowomiejskim. Leży na południu miasta, przy ulicy Sienkiewicza.
Dawniej była to część wsi Kurzętnik. 1 stycznia 1992 włączono ją (28,16 ha) do Nowego Miasta Lubawskiego.
W latach 1975–1998 miasto administracyjnie należało do województwa toruńskiego.